# GROMOS
GROMOS bezeichnet zum einen ein Kraftfeld, wie es zur Berechnung molekulardynamischer Simulationen benötigt wird. Es wurde an der Universität Groningen und der ETH Zürich entwickelt. Zum anderen ist GROMOS der Name für ein Softwarepaket für molekulardynamische Simulationen, das mit diesen Kraftfeldparametern verbunden ist. Die aktuelle Version trägt die Bezeichnung GROMOS11.
Das GROMOS-Kraftfeld, oder besser die Kraftfelder, da es verschiedene Versionen gibt, die sich in ihren Parametern unterscheiden, ist für die Simulation von Aminosäuren und Alkanen optimiert, ist aber auch für Proteine oder Zucker einsetzbar. Es handelt sich um ein united atom Kraftfeld, bei dem einige funktionelle Gruppen, das heißt solche mit unpolaren Wasserstoffatomen zu einer Einheit verschmolzen wurden und in der Simulation als ein Atom angesehen werden. 